# Kazimierz Leśniak (generał)

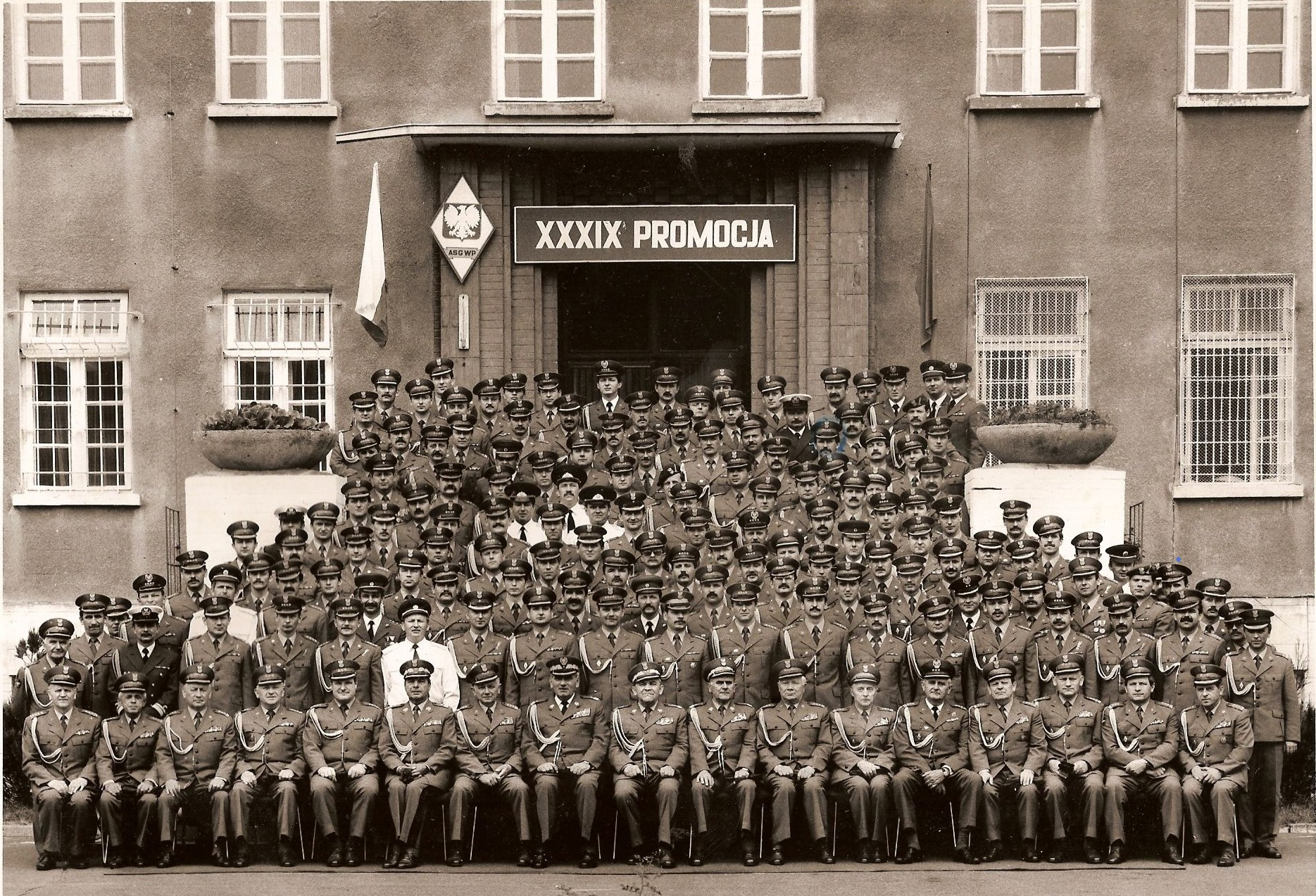
Kadra i absolwenci ASG WP w roku 1989, w pierwszym rzędzie 6 od lewej gen. bryg. Janusz Gumuliński, 7 – płk prof. Julian Kaczmarek, 8 – gen. bryg. dr Jan Celek, 9 – gen. dyw. prof. Władysław Mróz, 10 – gen. bryg. Kazimierz Leśniak, 11 – płk prof. Kazimierz Nożko, 13 – płk prof. Jerzy Machura, 16 – płk Stanisław Koziej.

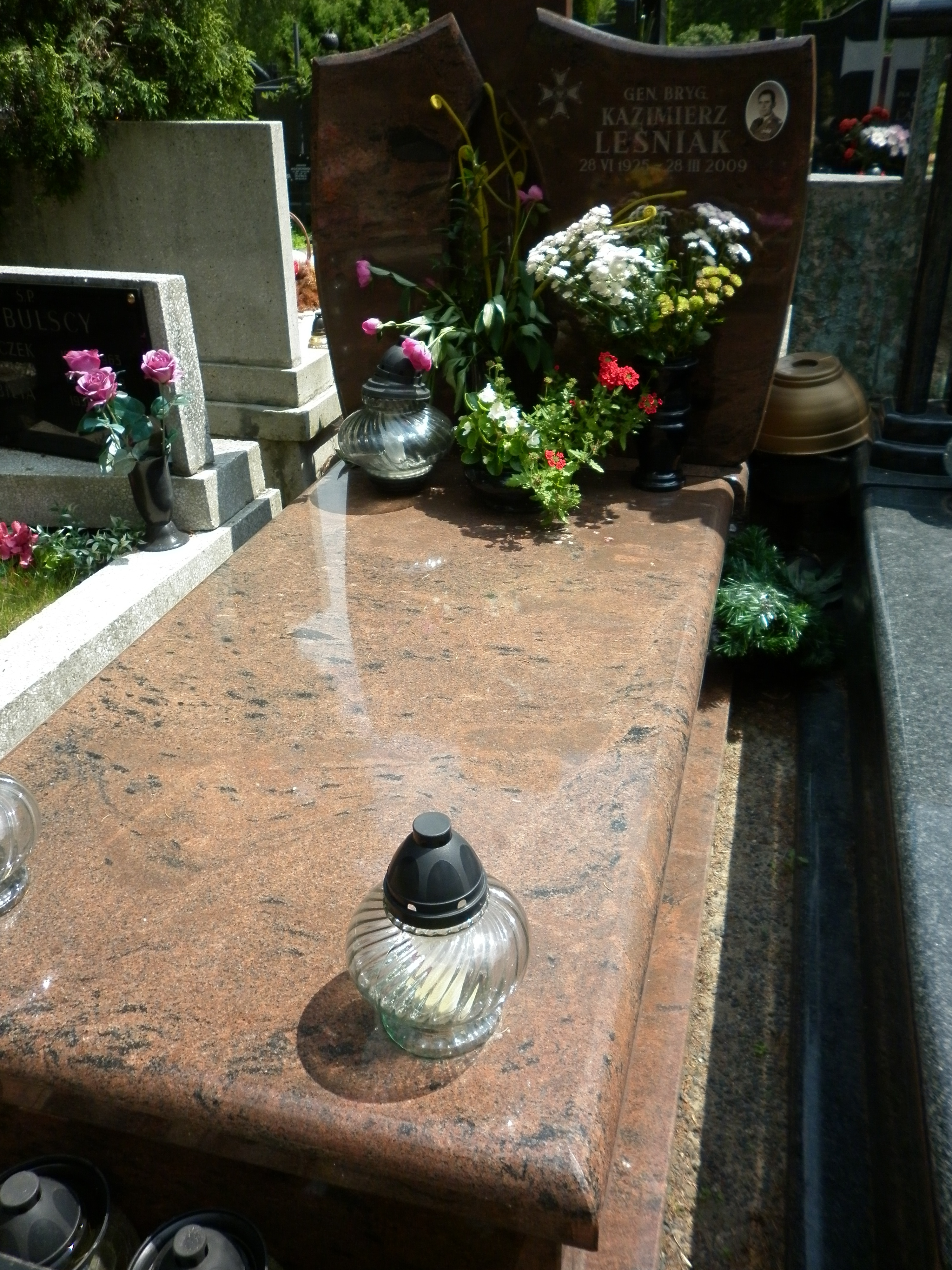
Grób gen. Kazimierza Leśniaka

Kazimierz Leśniak (ur. 28 czerwca 1925 w Trzetrzewinie, zm. 28 marca 2009 w Warszawie) – generał brygady LWP.

## Życiorys
Do 1938 skończył 7 klas szkoły podstawowej w rodzinnej wsi, podczas okupacji był robotnikiem kolejowym w Nowym Sączu. Po aresztowaniu przez Niemców od 29 X 1941 do 15 V 1942 był robotnikiem przymusowym w obozie w Pustkowie, skąd zbiegł i został robotnikiem folwarcznym. Po wojnie ukończył dwie klasy gimnazjum wiejskiego w Bojanowie w Wielkopolsce. W sierpniu 1946 wcielony do 7 pułku piechoty. Potem elew Oficerskiej Szkoły Kwatermistrzostwa w Zgierzu, potem kolejno Oficerskiej Szkoły Piechoty nr 1 we Wrocławiu i Oficerskiej Szkoły Piechoty nr 2 w Jeleniej Górze, którą skończył w maju 1949 ze stopniem podporucznika. Dowódca plutonu strzeleckiego w 30 pp w Rzeszowie, potem dowodził plutonem ckm i wykładał w szkolnej kompanii oficerów rezerwy w Przemyślu. W latach 1950–1953 studiował w Akademii Sztabu Generalnego WP w Rembertowie; studia ukończył ze stopniem kapitana, po czym został szefem wydziału w sztabie 1. Warszawskiej Dywizji Zmechanizowanej w Legionowie, od czerwca 1955 w stopniu majora. Od jesieni 1959 dowódca 14 batalionu rozpoznawczego, od jesieni 1960 w stopniu podpułkownika. Następnie szef wydziału w Sztabie Warszawskiego Okręgu Wojskowego. Od marca 1965 dowódca 94 pułku zmechanizowanego w Morągu, od lipca 1966 w stopniu pułkownika. Od 1967 do 1969 studiował w Akademii Sztabu Generalnego Sił Zbrojnych ZSRR im. K. Woroszyłowa w Moskwie, po czym został zastępcą szefa Zarządu I ds. operacyjnych w Inspektoracie Szkolenia. Od września 1971 dowódca 16. Kaszubskiej Dywizji Pancernej, jesienią 1973 mianowany generałem brygady; nominację wręczył mu w Belwederze I sekretarz KC PZPR Edward Gierek. 23 XI 1973–7 VII 1976 dowódca 12. Dywizji Zmechanizowanej w Szczecinie, następnie szef Zarządu I Operacyjnego – zastępca szefa Inspektoratu Szkolenia/Głównego Zarządu Szkolenia Bojowego. 18 XII 1985–6 II 1987 komendant Centrum Doskonalenia Oficerów im. gen. Stanisława Popławskiego w Rembertowie, potem zastępca komendanta Akademii Sztabu Generalnego WP ds. liniowych. Od września 1990 w stanie spoczynku.
Prezes Wojskowego Klubu Sportowego „Kadra” i Polskiego Związku Strzelectwa Sportowego. Pochowany na cmentarzu Powązki Wojskowe w Warszawie (kwatera FII-11-8).

## Wykształcenie wojskowe
- Oficerska Szkoła Piechoty nr 2 w Jeleniej Górze
- Akademia Sztabu Generalnego im. gen. K. Świerczewskiego w Rembertowie
- Akademia Sztabu Generalnego Sił Zbrojnych ZSRR im. K. Woroszyłowa w Moskwie

## Działalność agenturalna
Według materiałów zgromadzonych w archiwum Instytutu Pamięci Narodowej był w latach 1950-1967 tajnym współpracownikiem (rezydentem) Informacji Wojskowej oraz Wojskowej Służby Wewnętrznej o pseudonimie "Rak".

## Odznaczenia i wyróżnienia
- Krzyż Oficerski Orderu Odrodzenia Polski (1978)
- Krzyż Kawalerski Orderu Odrodzenia Polski (1970)
- Złoty Krzyż Zasługi (1965)
- Srebrny Krzyż Zasługi (1957)
- Medal Komisji Edukacji Narodowej (1973)
- Medal 30-lecia Polski Ludowej
- Medal 40-lecia Polski Ludowej
- Złoty Medal „Siły Zbrojne w Służbie Ojczyzny” (1970)
- Srebrny Medal „Siły Zbrojne w Służbie Ojczyzny”
- Brązowy Medal „Siły Zbrojne w Służbie Ojczyzny”
- Złoty Medal „Za zasługi dla obronności kraju” (1974)
- Srebrny Medal Za zasługi dla obronności kraju
- Brązowy Medal Za zasługi dla obronności kraju
- Złota Odznaka honorowa „Za Zasługi dla Ochrony Środowiska i Gospodarki Wodnej” (1988)
- Medal Za zasługi dla POW (1975)
- Medal 70-lecia Sił Zbrojnych ZSRR (1988)
- Medal Braterstwa Broni (Czechosłowacja) (1985)
- Srebrne Pióro Żołnierza Wolności w dziedzinie szkolenia bojowego, pracy partyjno-politycznej i wychowawczej (1976)[4]

I inne.